# Кетикоти

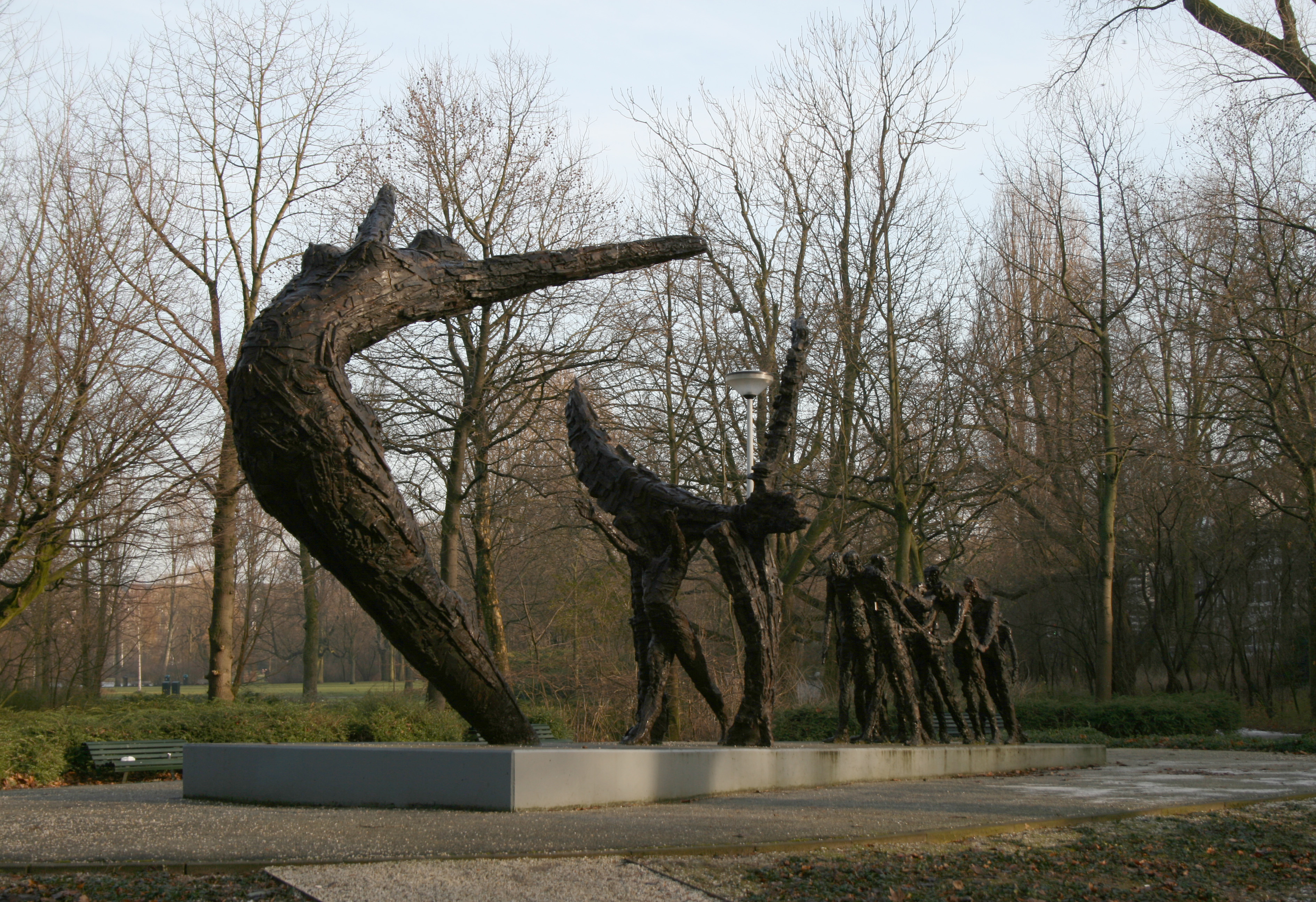
Памятник отмене рабства в Амстердаме

Кетикоти, или Кети-Коти, или Кети Коти ([ˈkɪti ˈkɔti], сранан-тонго Ketikoti, нидерл. Kettingsnijden — «Цепь разорвана» или «Цепь разрезана») — праздник, посвящённый дню отмены рабства в Суринаме 1 июля 1863 года, отмечается с 30 июня по 1 июля. В эти дни проходит праздничный фестиваль «Maspasi», или «Prisiri». В последнее время праздник получил официальное название «День свободных» (нидерл. Dag der Vrijheden). 
В рейтинге «Топ-100 голландских традиций» этому празднику было отведено 58-е место.

## История

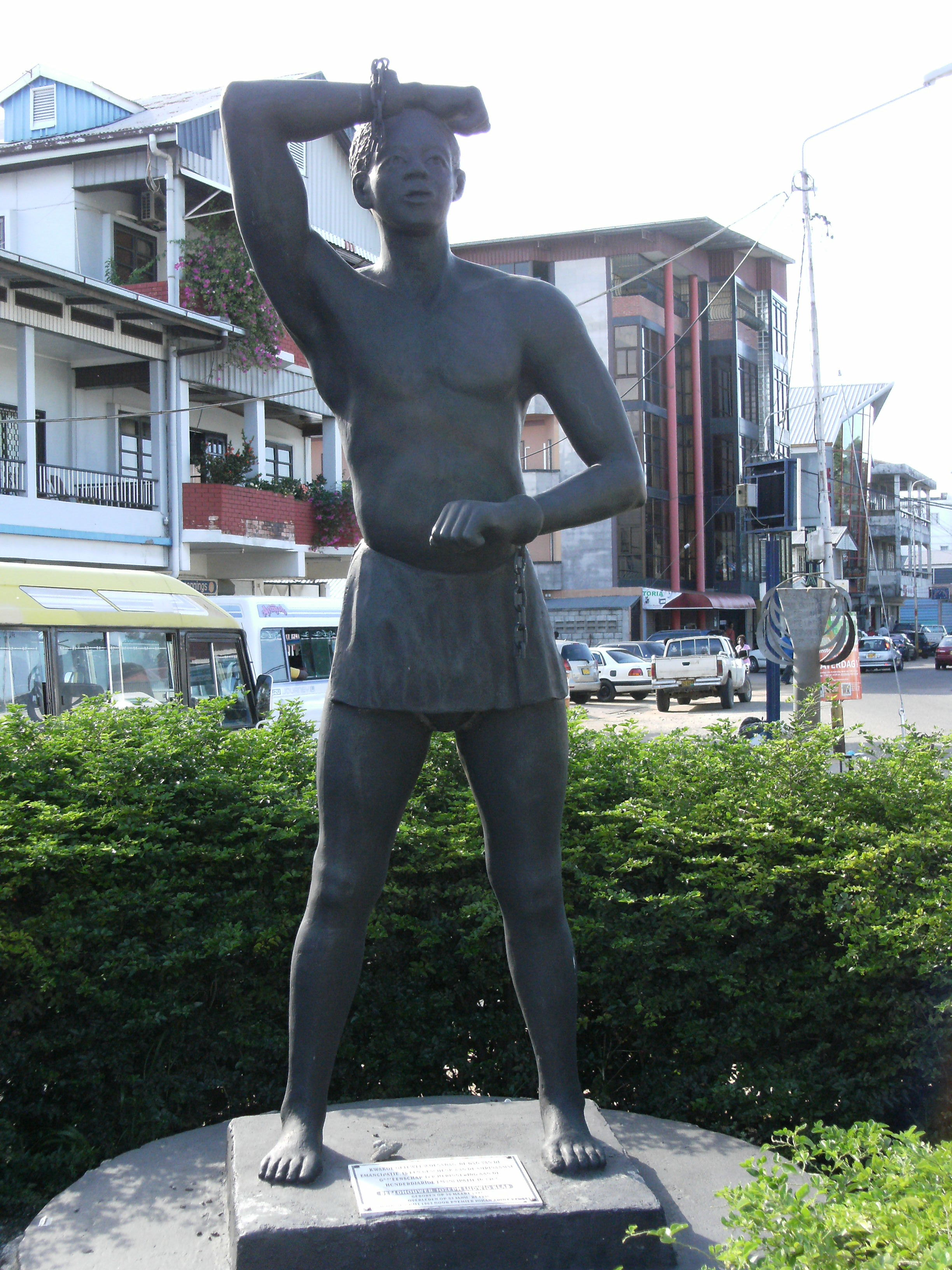
Памятник «Рождённому в среду». Среда 1 июля была первым днем после отмены рабства

Рабство было отменено в Суринаме и на Нидерландских Антильских островах 1 июля 1863 года (на следующий год после прокламации об освобождении рабов в США). Однако реальную свободу рабы в Суринаме получили лишь в 1873 году, после десятилетнего переходного периода, в котором рабы были обязаны работать на тех же плантациях, хоть и не подвергаясь телесным наказаниям. После окончания переходного периода в 1873 году многие бывшие рабы покинули плантации и переселились в город Парамарибо.

## Празднование в разных странах

### Суринам
В Суринаме празднование Кетикоти происходит ежегодно с момента отмены рабства. Этот праздник называется Днём свободных и является всеобщим праздником, а не только праздником потомков рабов. В столице проходит красочный фестиваль с парадом, где участники одеты в традиционную одежду.

### Нидерланды
Креолы, афро-суринамцы и афро-антильцы в Нидерландах 1 июля также отмечают этот праздник. В Амстердаме 1 июля 2002 года в Остерпарке был установлен Национальный мемориал в честь отмены рабства. В 2013 году памятник в честь отмены рабства был установлен в Роттердаме. Официально праздник Кетикоти отмечается в Нидерландах с 2009 года. В декабре 2023 года Кетикоти был добавлен в Реестр нематериального наследия Нидерландов.